# III liga polska w piłce nożnej, grupa pomorsko-zachodniopomorska (2011/2012)
III liga, grupa pomorsko-zachodniopomorska, sezon 2011/2012 – 4. edycja rozgrywek czwartego poziomu ligowego piłki nożnej mężczyzn w Polsce po reorganizacji lig w 2008 roku. Bierze w niej udział 16 drużyn z województwa pomorskiego i województwa zachodniopomorskiego. Walczą one o miejsce premiowane awansem do grupy zachodniej II ligi. Ostatnie zespoły spadają odpowiednio do grup: pomorskiej i zachodniopomorskiej IV ligi.Opiekunem ligi jest Pomorski Związek Piłki Nożnej, przemiennie z Zachodniopomorskim Związkiem Piłki Nożnej. W sezonie 2011/2012 rozgrywki prowadzi Zachodniopomorski Związek Piłki Nożnej. 
Sezon ligowy rozpoczął się w 6 sierpnia 2011 roku, a ostatnie mecze rozegrane zostały w 23 maja 2012 roku.

## Zasady rozgrywek
III liga jest szczeblem pośrednim między rozgrywkami centralnymi (II liga) i wojewódzkimi (IV liga). Wszystkie grupy liczą po 16 drużyn.
Mistrzowie grup uzyskują awans do II ligi, przy czym:
1. do grupy wschodniej trafiają mistrzowie grup III ligi: V, VI, VII i VIII,
2. do grupy zachodniej trafiają mistrzowie grup III ligi: I, II, III i IV.

Po trzy ostatnie drużyny spadają do odpowiedniej terytorialnie grupy IV ligi, przy czym liczba ta może zwiększyć się zależnie od liczby drużyn spadających z lig wyższych.
Drużyny, które wycofały się z rozgrywek po rozegraniu mniej niż 50% spotkań, są automatycznie relegowane o dwa szczeble ligowe niżej (do klasy okręgowej), a osiągnięte przez nie rezultaty są anulowane. Drużyny, które wycofały się z rozgrywek po rozegraniu 50% lub więcej spotkań, są automatycznie relegowane o dwa szczeble ligowe niżej (do klasy okręgowej), a za nierozegrane mecze przyznawane są walkowery 3:0 dla zespołów przeciwnych. Wykluczenie z rozgrywek grozi również za nieprzystąpienie z własnej winy do trzech meczów.
III liga jest najwyższym szczeblem rozgrywkowym dla drużyn rezerw, nie mają one więc prawa do awansu. Spadek pierwszej drużyny z II ligi powoduje automatycznie relegację II zespołu danego klubu do IV ligi.

## Rozgrywki
W grupie występowało 16 zespołów, które walczyły o miejsce premiowane awansem do grupy zachodniej II ligi. Ostatnie zespoły spadły odpowiednio do grupy pomorskiej i zachodniopomorskiej IV ligi.
| Uczestnicy poprzedniej edycji | Uczestnicy poprzedniej edycji | Uczestnicy poprzedniej edycji | Uczestnicy poprzedniej edycji |
| ----------------------------- | ----------------------------- | ----------------------------- | ----------------------------- |
| BŁS                           | Błękitni Stargard Szczeciński | 2                             |                               |
| KOT                           | Kotwica Kołobrzeg             | 3                             |                               |
| DĄB                           | Dąb Dębno                     | 4                             |                               |
| RUM                           | Orkan Rumia                   | 5                             |                               |
| BAR                           | Pogoń Barlinek                | 6                             |                               |
| CAR                           | Cartusia Kartuzy              | 7                             |                               |
| GRW                           | Gryf Wejherowo                | 8                             |                               |
| LG2                           | Lechia II Gdańsk              | 9                             |                               |
| KAS                           | Kaszubia Kościerzyna          | 10                            |                               |
| GWK                           | Gwardia Koszalin              | 11                            |                               |

| Uczestnicy poprzedniej edycji | Uczestnicy poprzedniej edycji | Uczestnicy poprzedniej edycji | Uczestnicy poprzedniej edycji |
| ----------------------------- | ----------------------------- | ----------------------------- | ----------------------------- |
| CHP                           | Chemik Police                 | 12                            |                               |
| GRS                           | Gryf Słupsk                   | 13                            |                               |
| Awans z IV ligi 2009/2010     |                               |                               |                               |
| grupa pomorska                |                               |                               |                               |
| GRT                           | Gryf 2009 Tczew               | 1                             |                               |
| KOD                           | Koral Dębnica                 | 2                             |                               |
| grupa zachodniopomorska       |                               |                               |                               |
| BAK                           | Bałtyk Koszalin               | 1                             |                               |
| DDP                           | Drawa Drawsko Pomorskie       | 2                             |                               |

### Tabela
| Lp. | Drużyna                       | M  | Z  | R  | P  | Bramki | Bramki | Różn. | Pkt | Uwagi             | Bezpośrednio |
| --- | ----------------------------- | -- | -- | -- | -- | ------ | ------ | ----- | --- | ----------------- | ------------ |
| 1   | Gryf Wejherowo (M) (A)        | 30 | 19 | 7  | 4  | 63     | 18     | +45   | 64  | Awans do II ligi  |              |
| 2   | Orkan Rumia1 (S)              | 30 | 20 | 4  | 6  | 52     | 25     | +27   | 64  | Spadek do klasy A |              |
| 3   | Kotwica Kołobrzeg             | 30 | 18 | 9  | 3  | 50     | 23     | +27   | 63  |                   |              |
| 4   | Gwardia Koszalin              | 30 | 13 | 7  | 10 | 35     | 33     | +2    | 46  |                   |              |
| 5   | Cartusia Kartuzy              | 30 | 12 | 9  | 9  | 44     | 35     | +9    | 45  |                   |              |
| 6   | Pogoń Barlinek                | 30 | 13 | 5  | 12 | 44     | 38     | +6    | 44  |                   |              |
| 7   | Błękitni Stargard Szczeciński | 30 | 10 | 10 | 10 | 37     | 39     | −2    | 40  |                   |              |
| 8   | Chemik Police                 | 30 | 11 | 6  | 13 | 32     | 35     | −3    | 39  |                   |              |
| 9   | Lechia II Gdańsk              | 30 | 11 | 5  | 14 | 35     | 36     | −1    | 38  |                   |              |
| 10  | Gryf Słupsk                   | 30 | 9  | 10 | 11 | 35     | 35     | 0     | 37  |                   |              |
| 11  | Dąb Dębno                     | 30 | 9  | 7  | 14 | 33     | 50     | −17   | 34  |                   |              |
| 12  | Koral Dębnica                 | 30 | 10 | 4  | 16 | 31     | 50     | −19   | 34  |                   |              |
| 13  | Drawa Drawsko Pomorskie       | 30 | 9  | 6  | 15 | 36     | 45     | −9    | 33  |                   |              |
| 14  | Bałtyk Koszalin (S)           | 30 | 7  | 9  | 14 | 28     | 35     | −7    | 30  | Spadek do IV ligi |              |
| 15  | Kaszubia Kościerzyna (S)      | 30 | 8  | 6  | 16 | 27     | 41     | −14   | 30  | Spadek do IV ligi |              |
| 16  | Gryf 2009 Tczew (S)           | 30 | 7  | 4  | 19 | 24     | 68     | −44   | 25  | Spadek do IV ligi |              |

### Wyniki
| Gospodarz \ Gość              | BAK | BŁS | CAR | CHP | DĄB | DDP | GRS | GRT | GRW   | GWK | KAS | KOD | KOT | LG2 | RUM | BAR |
| Bałtyk Koszalin               |     | 0:2 | 2:3 | 0:1 | 2:1 | 1:0 | 2:2 | 3:0 | 3:2   | 0:1 | 3:0 | 1:1 | 4:0 | 1:1 | 0:1 | 0:3 |
| Błękitni Stargard Szczeciński | 3:0 |     | 2:1 | 2:0 | 1:1 | 1:1 | 4:0 | 1:0 | 0:3   | 1:1 | 0:1 | 1:0 | 1:1 | 3:0 | 1:2 | 1:1 |
| Cartusia Kartuzy              | 0:0 | 4:1 |     | 2:1 | 3:0 | 1:1 | 0:2 | 2:3 | 1:1   | 0:0 | 3:0 | 5:0 | 1:1 | 0:0 | 1:1 | 2:1 |
| Chemik Police                 | 1:1 | 1:2 | 2:1 |     | 2:2 | 2:1 | 0:0 | 1:0 | 0:1   | 0:0 | 2:0 | 0:0 | 1:3 | 0:1 | 1:2 | 0:2 |
| Dąb Dębno                     | 1:1 | 1:1 | 1:0 | 1:2 |     | 1:1 | 3:1 | 1:1 | 0:1   | 0:3 | 3:0 | 4:1 | 0:3 | 1:0 | 3:1 | 1:0 |
| Drawa Drawsko Pomorskie       | 1:0 | 1:1 | 0:1 | 2:0 | 1:1 |     | 0:0 | 6:1 | 0:2   | 4:1 | 2:1 | 0:3 | 1:2 | 2:0 | 0:3 | 1:3 |
| Gryf Słupsk                   | 1:0 | 1:0 | 1:2 | 0:2 | 2:1 | 0:1 |     | 3:0 | 2:1   | 3:4 | 1:1 | 0:2 | 0:1 | 0:0 | 3:0 | 4:4 |
| Gryf 2009 Tczew               | 0:0 | 1:4 | 3:3 | 0:1 | 1:3 | 0:2 | 2:2 |     | 0:5   | 1:0 | 1:0 | 3:0 | 0:3 | 3:1 | 1:0 | 0:1 |
| Gryf Wejherowo                | 1:0 | 3:0 | 4:0 | 2:1 | 5:0 | 3:1 | 0:2 | 5:1 |       | 0:1 | 1:0 | 6:0 | 1:1 | 2:1 | 4:0 | 2:0 |
| Gwardia Koszalin              | 2:1 | 0:0 | 2:1 | 2:1 | 1:2 | 1:3 | 1:1 | 0:1 | 0:0   |     | 1:0 | 4:2 | 0:1 | 3:0 | 2:0 | 2:0 |
| Kaszubia Kościerzyna          | 0:0 | 3:3 | 0:1 | 2:1 | 1:0 | 3:0 | 1:1 | 3:0 | 1:2   | 0:0 |     | 2:0 | 2:1 | 2:1 | 1:2 | 2:3 |
| Koral Dębnica                 | 0:2 | 2:0 | 1:5 | 0:2 | 2:0 | 2:1 | 1:0 | 5:0 | 1:1   | 1:0 | 3:0 |     | 1:1 | 0:2 | 0:1 | 1:0 |
| Kotwica Kołobrzeg             | 1:1 | 4:0 | 0:0 | 1:1 | 4:0 | 3:1 | 1:0 | 1:0 | 1:1   | 0:1 | 2:1 | 2:0 |     | 3:2 | 1:0 | 2:1 |
| Lechia II Gdańsk              | 2:0 | 4:0 | 2:0 | 0:1 | 3:0 | 4:0 | 0:3 | 2:0 | 0:3wo | 1:0 | 0:0 | 2:1 | 0:2 |     | 0:1 | 1:1 |
| Orkan Rumia                   | 3:0 | 1:0 | 3:0 | 4:2 | 2:0 | 1:0 | 0:0 | 5:0 | 1:1   | 6:1 | 2:0 | 3:0 | 1:1 | 3:1 |     | 2:1 |
| Pogoń Barlinek                | 1:0 | 1:1 | 0:1 | 1:3 | 4:1 | 3:2 | 1:0 | 5:1 | 0:0   | 3:1 | 2:0 | 1:0 | 1:3 | 0:3 | 0:1 |     |

Źródło: 90minut.pl
Objaśnienia:
1Drużyna gospodarzy jest wymieniona po lewej stronie tabeli.
Kolory: zielony – zwycięstwo gospodarzy, żółty – remis, różowy – zwycięstwo gości.

Awans do II ligi: Gryf Wejherowo
Spadek z III ligi: Bałtyk Koszalin, Kaszubia Kościerzyna, Gryf 2009 Tczew